# Ван Цань
Ван Цань (177 — 217) — китайський державний діяч та поет часів занепаду династії Хань, один із «Семи мужів».

## Життєпис
Походив з впливового роду Ван. Народився у містечку Гуанпін (Цзоу сучасній провінції Шандунь). Син Ван Цяня, міністра за правління імператора Лін-ді. Навчання його прийшлося на повстання Жовтих пов'язок та боротьбу за владу між військовиками ХО Цзінєм, Дун Чжо та Цао Цао.
У 190 році разом із імператорським двором, яким керував Дун Чжо, Ван Цань перебрався до нової столиці Чан'ань. Тут навчався у відомого вченого Цай Юна. У 194 році, відмовившись від державних посад, змушений був залишити імператорський двір та переїхати до Цзінчжоу (територія сучасних провінцій Хубей і Хунань), де поступає на службу до губернатора Лю Бяо. Після смерті останнього у 208 році Ван Цаня переконали перейти на службу до Цао Цао. Останній призначив Вана міністром в своєму уряді та надав значні земельні маєтності.
У 213 році йому доручено виробити нову систему законів та стандартів для держави Вей. У 216 році у почті Цао Цао бере участь у військовому поході проти Сунь Цюаня. Навесні 217 року Ван Цань помер під час епідемії невідомої смертельної хвороби (можливо після повернення до столиці з походу або під час нього). За іншими відомостями смерть настала від прокази.

## Творчість
Ван Цань був творцем жанру малих фу, або ліричних фу, що відрізнялися від ханьських фу не тільки обсягом, а й великою увагою до людини. Малі фу виникли тоді, коли в поета з'явилася нагальна потреба висловити свої почуття, своє хвилювання, поет уже був не стороннім спостерігачем, літописцем, а співучасником або навіть героєм описуваних ним подій. Зразком ліричних фу може служити вірш «Піднімаюся на вежу» — сумна розповідь про життя самого Ван Цаня у вигнанні, про його марні сподіваннях повернутися додому.
Найзначущим твором є поема «Сім скорбот», в якій оплакуються страждання простого народу від жахіть громадянської війни.
Ван Цаню також приписують авторство історичного твору «Нариси про героїв», де розповідається про міфічних героїв, видатних людей минувшини та сьогодення.